# Omolicna latens
Omolicna latens är en insektsart som beskrevs av Ronald Gordon Fennah 1952. Omolicna latens ingår i släktet Omolicna och familjen Derbidae. Inga underarter finns listade i Catalogue of Life.